# Christl Sittenauer

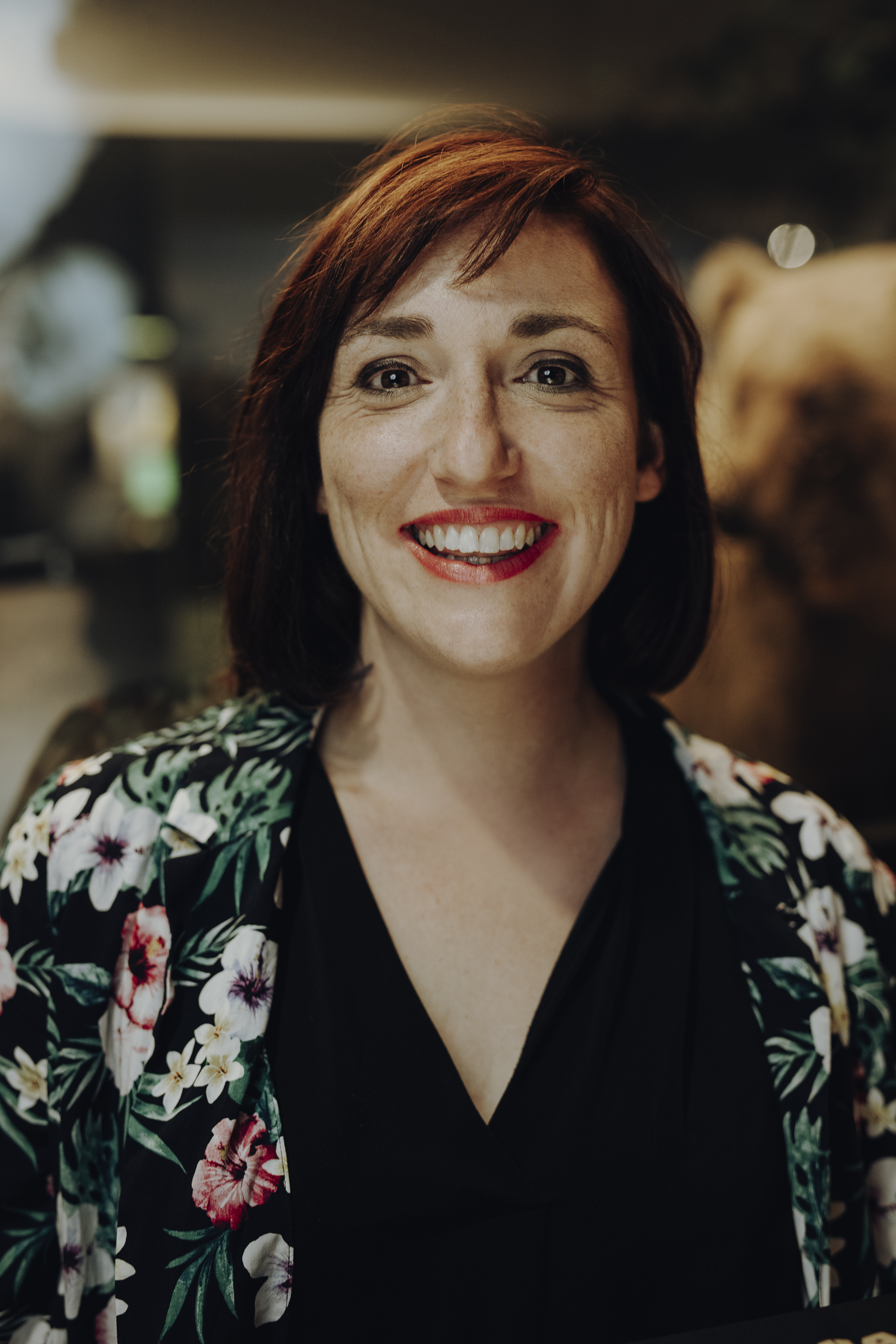
Christl Sittenauer (2019)

Christl (Christine) Sittenauer (* 1982 in Freising) ist eine deutsche Improvisationstheaterspielerin, Theaterschauspielerin, Kabarettistin und Lehrerin für Schauspiel- und Improvisationstechniken. Seit Frühjahr 2020 ist sie Ensemblemitglied der Münchner Lach- und Schießgesellschaft.

## Leben
Sittenauer legte 2001 das Abitur am musischen Camerloher-Gymnasium in Freising ab. Nach einem Studium der Architektur an der Technischen Universität München studierte sie  Kunst, Musik und Pädagogik an der Ludwig-Maximilians-Universität in München. Während dieser Zeit war sie  als Tourguide bei der Bavaria Filmstadt engagiert. Später übernahm sie die Moderation der Stuntshow von Mac Steinmeier. Sie folgte damit Vera Int-Veen, die diese Show bereits Jahre zuvor moderiert hatte.
2011 gründete sie das Improvisationstheater-Ensemble Bühnenpolka mit. 2013 wurde sie Mitglied des Fastfood Theaters. Mit Lukas Maier am Piano gab sie 2014 ihr Debüt als Kabarettduo Christl & Luk. Sie hatte Auftritte im In- und Ausland sowie im Rahmen von Gastspielen bei diversen Theaterfestivals, wie z. B. beim Improfestival München gemeinsam mit Birgit Linner, und beim Würzburger Improfestival, der Impro Amsterdam und der „Spontaneous Arts Conference“ (SPARC) im Münchener Gasteig. 2019 war sie Moderatorin bei der IdeenExpo. Als „Lockvogel“ steht sie bei ARD-Sendung Verstehen Sie Spaß? vor der Kamera. 2023 war sie bei Lisa Feller in der Sendung Ladies Night zu Gast. 2024 war sie in der Fernsehsendung Schlachthof im bayerischen Fernsehen zu sehen.
Seit Frühjahr 2020 bildet Christl Sittenauer mit Sebastian Fritz und Frank Klötgen das neue Ensemble der Münchner Lach- und Schießgesellschaft.

## Auszeichnungen
- 2017, 2018 und 2019: Finalistin beim fastfood theater Improcup, zusammen mit Robert Lansing als Duo Frau Groß[8]
- 2019: Goldener Improstern als „Beste Improspielerin Deutschlands“[9][10]
- 2022: Gewinnerin St. Prosper Kabarettpreis Erding.[11]
- 2023: Gewinnerin Fränkischer Kabarettpreis[12]
- 2023: Paulaner Solo+, 4. Platz
- 2024: Gewinnerin Goldener Bulle, Ulm[13]